# Triumph Dolomite (1937–1939)
Die Modellreihe Triumph Dolomite wurde von 1937 bis 1939 vom britischen Autohersteller Triumph Motor Company gebaut.

## Geschichte
Der Triumph Dolomite wurde von Donald Healey entwickelt. Der Dolomite war das letzte Modell unter der Triumph Motor Company vor der Übernahme durch die Standard Motor Company.
Markantestes Merkmal des Dolomite ist der „Wasserfall“-Grill, entworfen von Walter Belgrove. Der Name Dolomite wurde von dem legendären Triumph Dolomite Straight Eight der Jahre 1934/35 entlehnt und sollte an dessen sportliche, jedoch glücklose Historie anknüpfen. Mehr als alle anderen Modelle begründete dieses Fahrzeug die Reputation der Marke Triumph auf dem Sportwagensektor. In den 1970er-Jahren wurde die prestigeträchtige Typenbezeichnung noch einmal von Standard-Triumph für ein weiteres Dolomite-Modell genutzt.
Der Dolomite wurde in den Varianten Saloon (Limousine), Drophead Foursome Coupé (Coupé mit 4 Sitzplätzen) und Roadster Coupé (mit Schwiegermuttersitz) angeboten. Speziell von der Karosserieform Roadster Coupé wird behauptet, dass diese dem Mercedes-Benz 170V stark nachempfunden sei. Genaue Herstellungszahlen können nicht genannt werde, da diese mit den zeitgleich hergestellten Vitesse-Modellen vermischt sind. Insgesamt wurden ca. 6200 Vitesse- und Dolomite-Modelle hergestellt, inklusive der 200 Dolomite Roadster Coupé.
Der Dolomite Roadster Coupé war die offene Version des Dolomite mit einer Sitzbank vorn und einem Schwiegermuttersitz für zwei Personen und war mit den gleichen Motorisierungen wie die anderen Dolomite-Modelle (14/60, 14/65, 2-Litre) erhältlich. Vom Dolomite Roadster Coupé wurden 50 Stück in der 6-Zylinder (2-Litre) Version hergestellt, sowie 100 4-Zylinder-Fahrzeuge vom Typ 14/60 und 50 Fahrzeuge der 14/65-Version. Das Verdeck wird mittels einer patentierten Vorrichtung im Fußraum des Schwiegermuttersitzes versenkt. Eine Coupéversion mit festem Dach wurde zwar gezeigt, aber niemals gefertigt.
Triumph experimentierte mit einer Leistungssteigerung des 4-Zylinder-Motors, da der 6-Zylinder-Motor durch sein höheres Gewicht nicht das erhoffte Leistungsplus erbrachte. Werksseitig wurde eine leistungsgesteigerte 14/65-Version mit 65 bhp (48 kW) ausgeliefert. Die 4-Zylinder-Motoren waren mit zwei SU-Vergasern, der 6-Zylinder-Motor mit drei SU-Vergasern bestückt.
Alle Dolomite-Modelle hatten ein synchronisiertes Vierganggetriebe. Die hydraulischen Lockheed-Bremsen waren mit Trommeln von 300 mm Durchmesser ausgestattet. Es konnte je nach Karosserieform eine Reisegeschwindigkeit von ca. 120 km/h erreicht werden. Ausgerüstet sind die Fahrzeuge mit einer 12-Volt-Elektrik (zwei 6-Volt-Batterien), Hauptscheinwerfern, Nebelscheinwerfern, Rücklicht-Bremslicht-Kombinationen, sowie mechanischen Richtungsanzeigern (Winkern).
Die Karosserie des Dolomite ist auf einem tragenden Rahmen in einer Holz-, Blech- und Aluminium-Konstruktion ausgeführt. Die Fahrzeuge waren ab Werk mit einer automatischen Zentralschmierung versehen. Da diese aber unbefriedigend funktionierte, wurden die meisten Fahrzeuge im Laufe der Zeit wieder auf konventionelle Schmiernippel umgerüstet. Wahlweise wurden die Fahrzeuge mit mechanischer oder elektrischer Benzinpumpe von SU ausgerüstet.

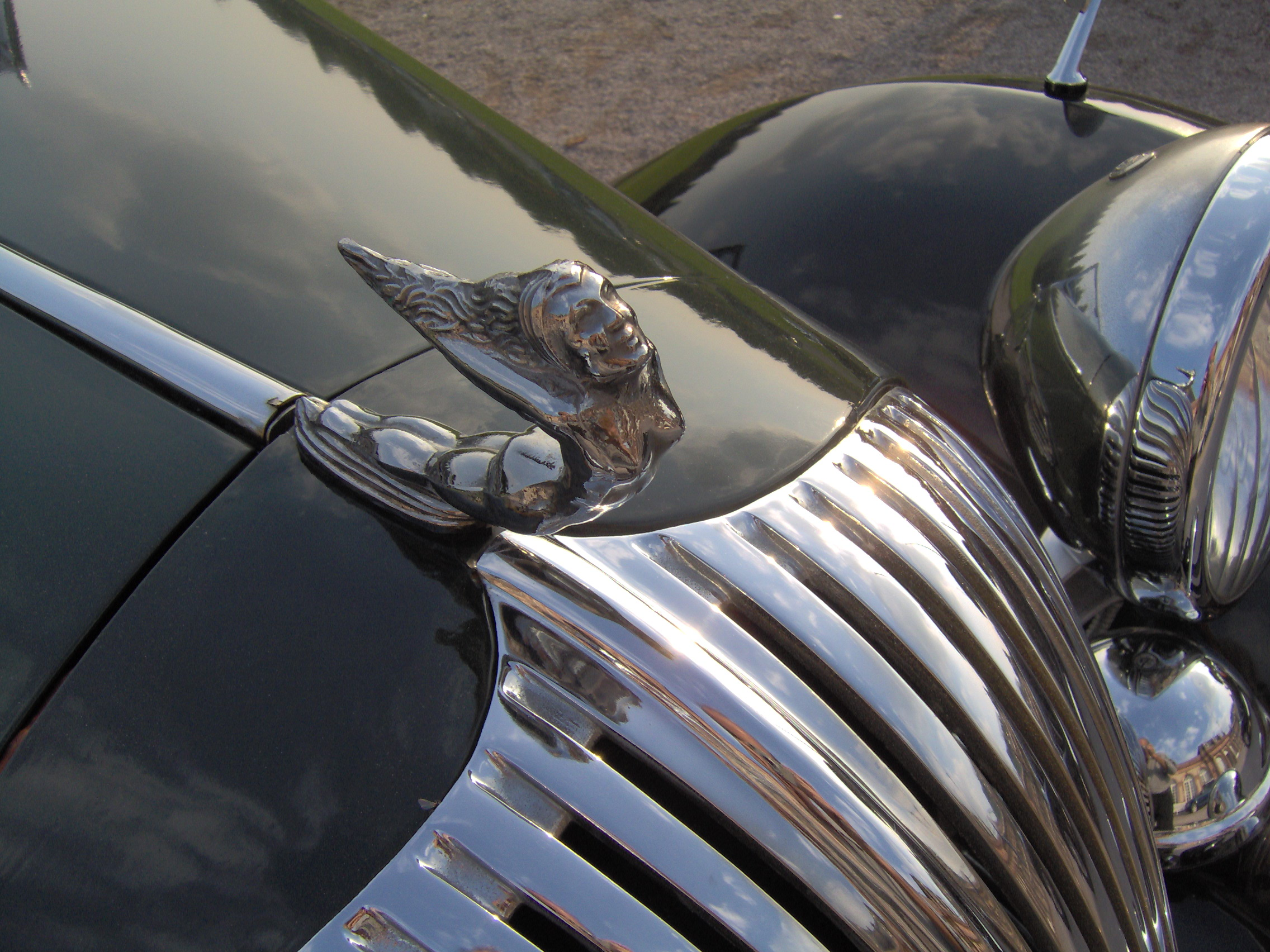
Kühlerfigur 1938
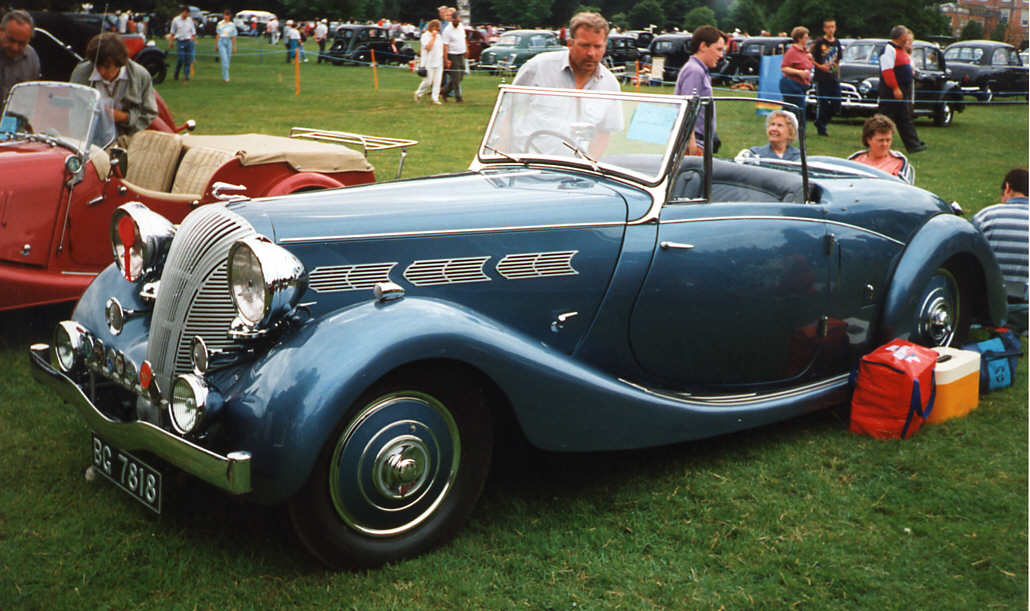
Dolomite Roadster 14/65
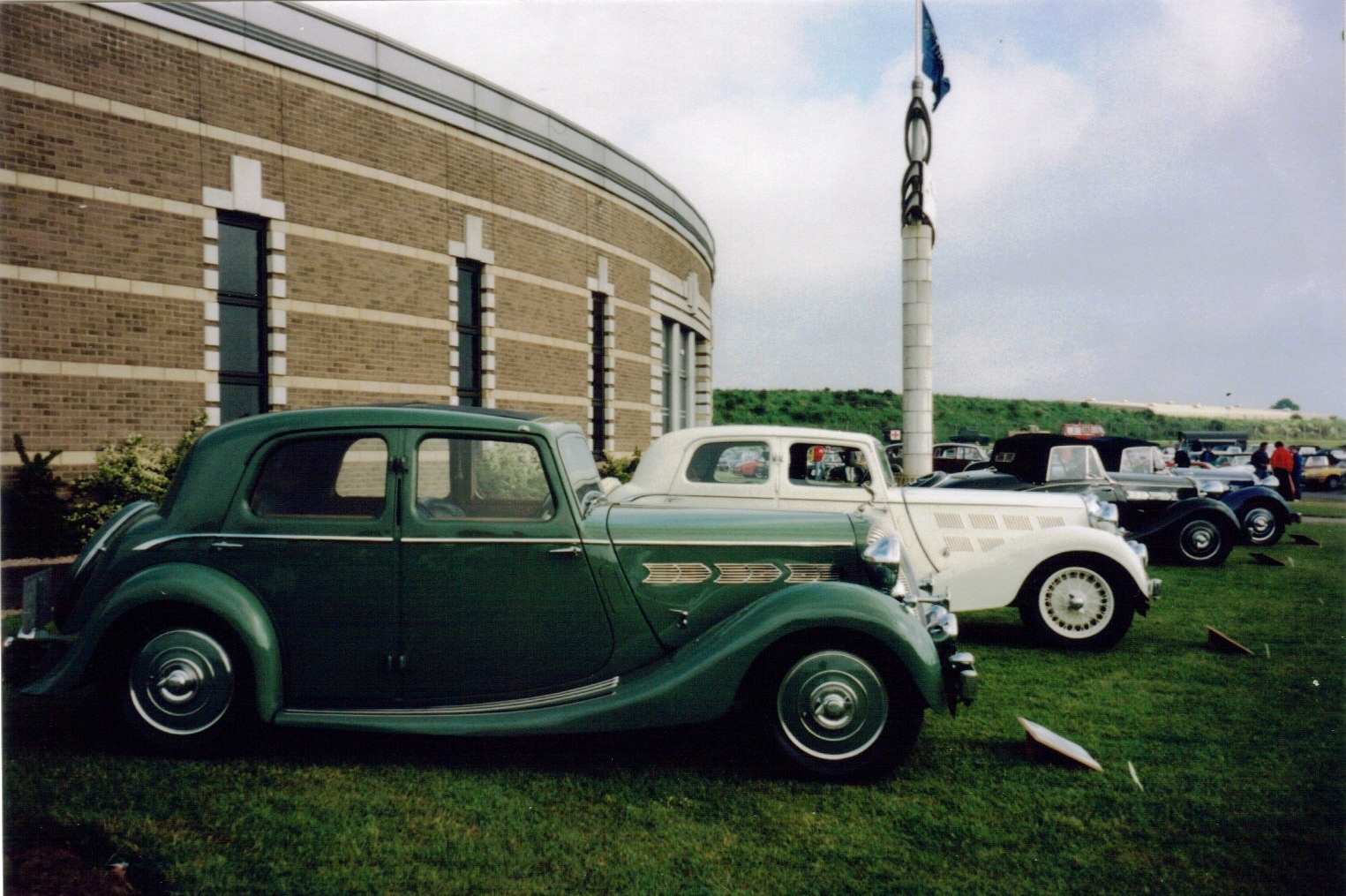
Dolomite Saloon

Die Wagen wurden als „the finest in all the land“ (die besten im ganzen Land) vermarktet und zielten direkt auf den Markt für sportliche Luxuslimousinen. Die Wagen bekamen exzellente Kritiken in der zeitgenössischen Motorpresse. Jedoch der relativ hohe Preis (348 – 425 GBP) und der unkonventionelle Kühlergrill, welcher bei den Käufern unbeliebt war, verhinderten einen kommerziellen Erfolg. Um den Geschmack der Kunden besser zu treffen, brachte Triumph den „Continental 2-Litre“ heraus. Dieser war baugleich mit dem Dolomite, hatte aber den konventionellen Kühlergrill der Vitesse-Modelle.
Während des Zweiten Weltkrieges verlegte sich Triumph auf Grund der Erfahrungen im Aluminiumbau auf die Fertigung von Flugzeugteilen. 1940 wurde das Werk in Coventry ein Opfer von Fliegerbomben.

## Modelle

### Dolomite 14/60
Die Basis des Dolomite 14/60 entsprach dem Triumph Vitesse 14/60. Der 4-Zylinder-Motor mit 1767 cm³ Hubraum leistet 62 bhp (45,6 kW). Karosserievarianten: Saloon und Roadster Coupé.

### Dolomite 14/65
Die Basis des Dolomite 14/60 entsprach der des Triumph Vitesse 14/60. Der werksseitig getunte 4-Zylinder-Motor mit 1767 cm³ Hubraum leistet 65 bhp (48 kW). Nur erhältlich in der Karosserievariante Roadster Coupé.

### Dolomite 2-Litre
Der Dolomite 2-Litre besitzt einen 6-Zylinder-Reihenmotor mit 1991 cm³ Hubraum und 75 bhp (55 kW). Er war nur als Roadster Coupé lieferbar, anfangs mit 2, später mit 3 SU-Vergasern. Die technische Basis entsprach der des Triumph Vitesse 2-Litre.

### Continental 2-Litre
Baugleich mit dem Dolomite 2-Litre, aber ausgestattet mit einem konventionellen Kühlergrill.

### Dolomite 1 1/2-Litre
1938 erschien eine schwächer motorisierte Variante mit 50 bhp (37 kW) als Limousine und Tourenwagen. Der Dolomite 1½-Litre hatte einen Vierzylinder-Reihenmotor mit 1496 cm³ mit einem SU-Vergaser. Ein 1767 cm³-Motor des Triumph Gloria Fourteen war zunächst auf Wunsch erhältlich und gehörte 1939 zur Standardausstattung. Er war mit einem oder zwei SU-Vergasern ausgestattet.

### Dolomite Royal
Der im Juli 1938 angekündigte Dolomite Royal war das größte und luxuriöseste Fahrzeug, welches von der Triumph Motor Company hergestellt wurde. Es war als Saloon in den Motor Varianten 14/60 und 2-Litre erhältlich. Die Karosserie wurde einem vollständigen Neuentwurf unterzogen. Sie hatte ein durchgängiges Stahldach, nach vorne öffnende Türen, mehr Interieur und mehr Kopfraum. Die Preise für den Dolomite Royal 1939 waren 375 £ bzw. 425 £.